# René Lacoste
Jean René Lacoste (n. 2 iulie 1904, Paris, Île-de-France, Franța – d. 12 octombrie 1996, Saint-Jean-de-Luz, Aquitaine, Franța) a fost un jucător de tenis francez și producător de vestimentație sportivă.
S-a remarcat prin jocul metodic, prin care încerca să reziste mai mult decât adversarul. A câștigat turneele de simplu de la Wimbledon (1925, 1928) și din Franta (1925, 1927, 1929), devenind primul străin care a câștigat campionatul SUA de două ori (1926, 1927), a doua oară învingându-l pe Bill Tilden. A câștigat de asemenea mai multe meciuri la dublu.
Poreclit Crocodilul, el s-a retras din activitatea sportivă în 1929 pentru a fonda compania de vestimentație sportivă Lacoste, care avea ca emblemă un crocodil (ulterior un aligator).